# Teclado tipo chiclet

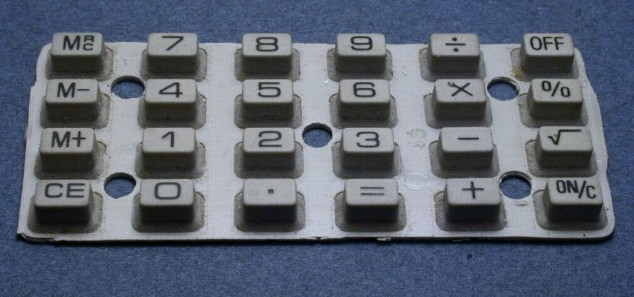
Teclado de goma de una calculadora.

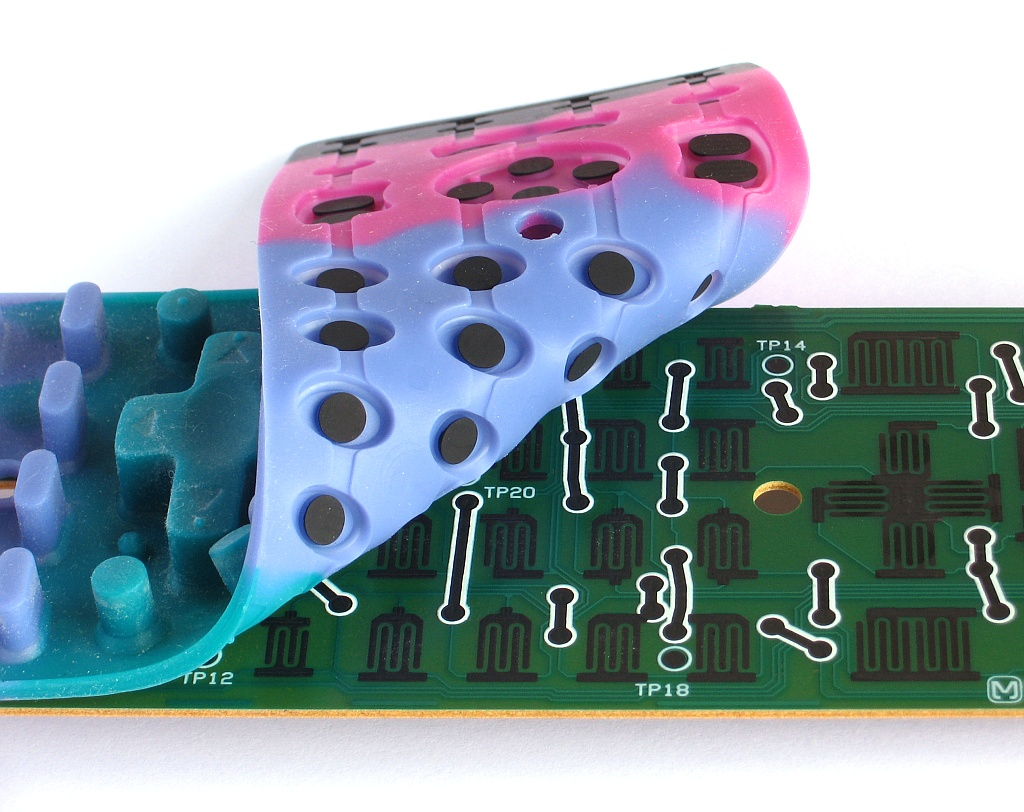
Teclado de un mando a distancia. Cuando se pulsa la tecla hacia abajo, el material conductor en su parte inferior toca el par de huellas en forma de tenedor, cerrando la brecha entre ellos y cerrando el circuito.

 Un teclado de chicle (también conocido como teclado de goma) es un argot para un teclado de computadora construido con una matriz de teclas pequeñas, rectangulares y planas hechas de goma o plástico, que parecen borradores o chicle de mascar. El término viene de "Chiclets", la marca de una variedad de chicle (Chiclets Adams).
Los vendedores unánimemente querían el teclado de chicle porque era barato de producir. En los inicios, muchos computadores caseros, (notablemente ZX Spectrum) y computadores portátiles fueron lanzados con él. Sin embargo, los consumidores lo rechazaron con casi igual unanimidad, aunque no era en absoluto tan desagradable de trabajar como el teclado de membrana. Después de 1985, los teclados de chicle no fueron vistos a menudo, con excepción de algunos relojes digitales con calculadora, pequeñas calculadoras de mano, y baratos PDAs no expandibles.
La expresión "teclado de chicle" no es común para cada país. Por ejemplo, en el Reino Unido, donde la goma de mascar Chicles no se vende, es referido más a menudo como el teclado de carne muerta (por la sensación de las teclas) o simplemente el teclado teclas de goma. En Noruega, el término teclado de borrador fue comúnmente usado, por la semejanza de las teclas con los borradores de lápiz.

## Cómo funciona
En algunas, pero no todas las versiones del teclado de chicle, las tres capas inferiores son esencialmente iguales que las del teclado de membrana. En ambos casos, la presión de una tecla es registrada cuando la capa superior es forzada a través de un agujero a tocar la capa inferior. Para cada tecla, los trazos conductores en la capa inferior son separados normalmente por un espacio no conductivo. La corriente eléctrica no puede fluir entre ellos, el interruptor está abierto. Sin embargo, cuando está empujado hacia abajo, el material conductor en la parte inferior de la capa superior tiende un puente sobre el espacio entre los trazos, el interruptor está cerrado, la corriente puede fluir, y la presión de la tecla es registrada.
A diferencia del teclado de membrana, donde el usuario presiona directamente sobre la capa de la membrana superior, esta forma de teclado de chicle pone un conjunto de teclas de goma moldeada sobre esta. El usuario empuja la tecla, y bajo suficiente presión el caucho se deforma lo suficiente como para forzar la capa de la membrana superior contra la capa inferior. Esto proporciona una mejor sensación de movimiento que un teclado de membrana simple.
El siguiente diagrama ilustra esta versión del teclado de chicle:
Otras versiones del teclado tipo chicle omiten la membrana superior y capas de hueco/espaciador. En su lugar, la superficie inferior de las teclas de goma tenían ellas mismas un recubrimiento conductor. Cuando la tecla es presionada, la superficie conductora inferior de la tecla hace contacto con las trazas en la capa inferior y completa el circuito.
Los teclados de interruptor de domo usados en una gran proporción de los PC modernos son técnicamente similares a los teclados de chicle. Sin embargo, las teclas de goma son reemplazadas por domos de goma, y las partes superiores de las teclas, hechas de plástico duro, descansan sobre estos.

## Lista de computadoras con teclados tipo chicle
La mayoría de las computadoras listados vienen de los principios de la era del ordenador doméstico.
- Cambridge Z88 (discutible como una mezcla entre un teclado de membrana y un teclado de chiclet)
- Commodore PET 2001 (el PET original de 1977)
- Commodore 116 (versión del C16 solamente vendido en Europa)
- IBM PCjr
- Jupiter Ace
- Mattel Aquarius
- Multitech Microprofessor I (MPF 1) y MPF II (el último uno de los primeros compatibles del Apple II)
- Oric 1
- Panasonic Toughbook eLite
- ZX Spectrum 16/48K (modelos más recientes habían mejorado levemente los teclados)
- Tandy TRS-80 Color Computer I ('CoCos' más recientes tenían teclados full-travel)
- Tandy TRS-80 MC-10 y su contraparte francesa, el Matra Alice
- Texas Instruments TI-99/4 (el precursor del TI-99/4A, que tenía teclado full-travel)
- Timex Sinclair 1500 (derivación para Estados Unidos del ZX81)
- Timex Sinclair 2068 (derivación para Estados Unidos del ZX Spectrum)
- VTech Laser 200
- Asus Eee 1000HA 2009 (Es tan solo una versión del modelo EPC1000HA-BLK001X con teclado chiclet)
- Asus Republic Of Gamers (todos sus modelos desde el 2009)
- Hp Mini 210 Y 210HD
- Mac Pro
- MSI (En sus modelos de la serie A6000)
- Huawei (En sus modelos D13, D14, D15 y MateBook E)